# Wikipédia en rusyn
Wikipédia en rusyn (en rusyn : Русиньска Вікіпедія [Rusîn'ska Vikipedija]) est l’édition de Wikipédia en rusyn (rusniaque ou ruthène), langue slave parlée par les Rusyns principalement en Slovaquie, en Serbie et en Pologne. Elle est lancée le 23 janvier 2011,,,. Son code est : rue.
Au 21 mars 2025, l'édition en rusyn contient 9 901 articles et compte 32 453 contributeurs, dont 38 contributeurs actifs et 2 administrateurs.

## Présentation

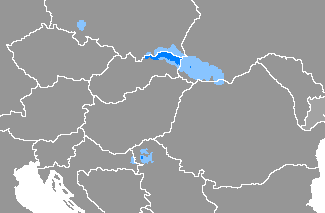
Aire de diffusion du rusyn.

## Statistiques
- Le 9 mars 2015, l'édition en rusyn compte 6 094 articles et 9 391 utilisateurs enregistrés[5], ce qui en fait la 146e[6] édition linguistique de Wikipédia par le nombre d'articles et la 154e[7] par le nombre d'utilisateurs enregistrés, parmi les 287 éditions linguistiques actives.
- Le 29 octobre 2022, elle contient 8 443 articles et compte 25 926 contributeurs, dont 37 contributeurs actifs et 1 administrateur.
- Le 30 septembre 2024, elle contient 9 410 articles et compte 31 163 contributeurs, dont 28 contributeurs actifs et 1 administrateur.